# Џејсон Олдин
Џејсон Олдин (енгл. Jason Aldean; 28. фебруар 1977) је амерички певач. Један је од најуспешнијих америчких кантри музичара. 
Године 2023. објавио је песму Try That in a Small Town (Пробајте то у малом граду) која говори о проблемима и насиљу у америчком друштву. Разне либералне организације и појединци оптужили су Олдина за расизам и описивање Афроамериканаца да су криминалци (иако се нигде не спомињу у тексту песме), али је он одлучно одбацио оптужбе. И поред тога, песма је доживела велику популарност и достигла број 1 на Билбордовој 100 листи.

## Дискографија
Студијски албуми
- Jason Aldean (2005)
- Relentless (2007)
- Wide Open (2009)
- My Kinda Party (2010)
- Night Train (2012)
- Old Boots, New Dirt (2014)
- They Don't Know (2016)
- Rearview Town (2018)
- 9 (2019)
- Macon (2021)
- Georgia (2022)